# سلالة (حرفة)

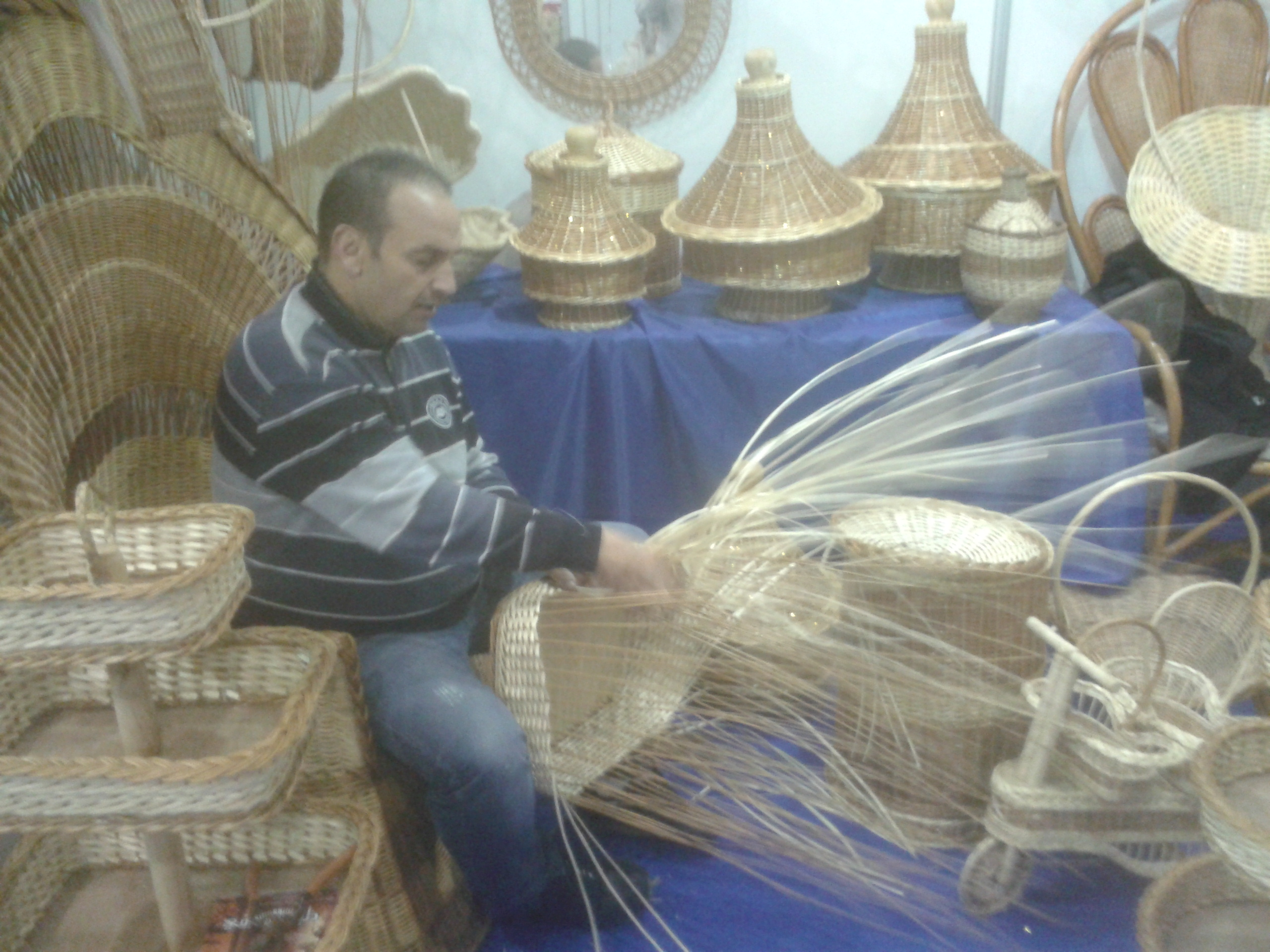
سلال من الجزائر

السِّلالة أو صناعة السلال أو حياكة السلال أو المذار هي عملية نسج يدوي أو حياكة لمادة طيعة لتكون على شكل سلة أو زهرية أو أشكال أخرى مقاربة، يسمى الشخص الذي يزاول هذه الحرفة بالسَّلّال. وهي من الصناعات الشعبية المتوارثة عبر الأجيال. وتنتشر هذه الصناعات في المناطق التي تتوفر فيها المواد الخام كالصفصاف والقصب والسنديان وغيرها.

نسج السلال والمعروف أيضًا بـ (صانعوا السلال أو صنع السلال) هي كيفيه نسج أو حياكة خامات قابلة للثني إلى أعمال يدوية ثنائية أو ثلاثية الأبعاد كالسجاد/الحصير والحاويات أو العلب. صانعو الحرف اليدوية والفنانون المتخصصون في صنع السلال عادة ما يشار إليهم بصانعي السلال أو ناسجي السلال.

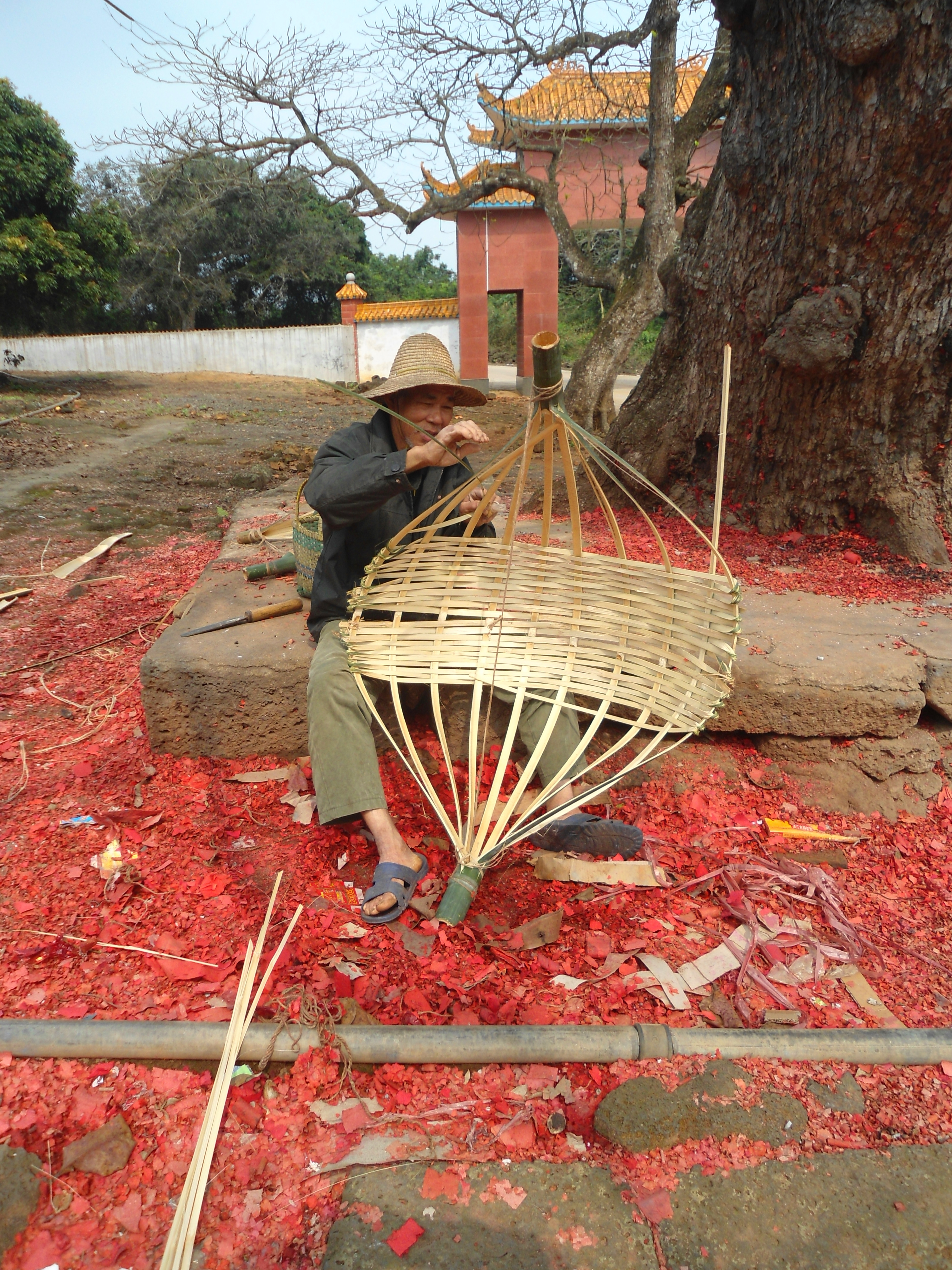
رجل يصنع سلة من شرائط الخيزران في الصين.

نسج السلال يصنع من مجموعة من الألياف أو الخامات القابلة للطي (أي شيء قابل للطي لصنع شكل) مثال على ذلك قش الصنوبر، والجذوع، وشعر الحيوانات، والجلد المدبوغ، والحشائش، والخيوط، وقطع من الخشب الرفيعة جدا.
الشعوب القديمة بالتحديد كانت معروفة بتقنيات نسج السلال الخاصة بهم. تلك السلال كانوا يتقايضوا بها مقابل البضائع وكان من الممكن أن تستخدم أيضا في الاحتفالات الدينية.

تنقسم إلى أربعة أنواع بحسب كاثرين أردلي

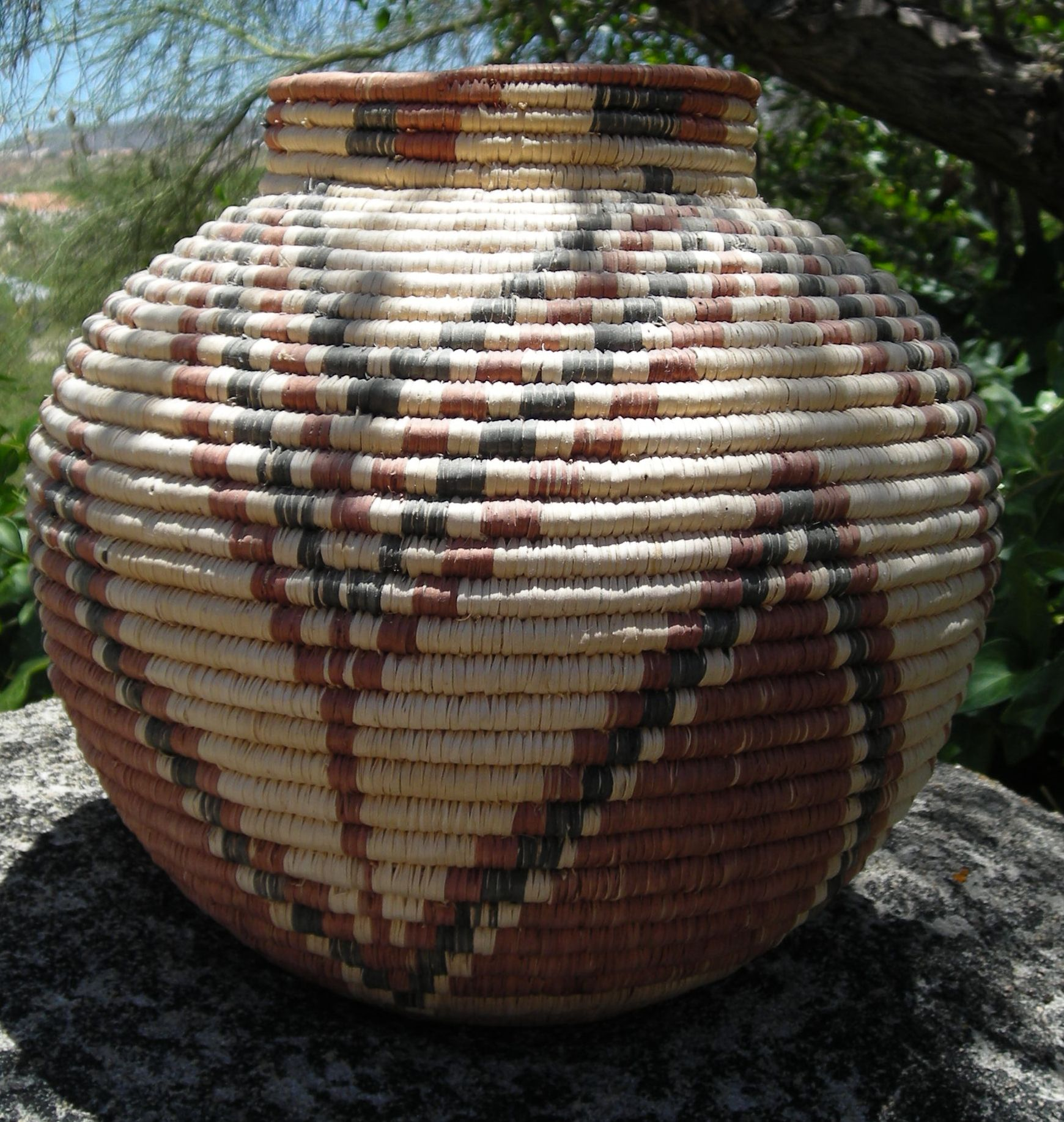
سلة مصنوعة في المكسيك.

## سلال مشبكة
سلال ملتفة باستخدام العشب.

### سلال مضفورة
باستخدام مواد متشعبة بالإمكان جدلها مثل النخل، ونبات اليكة، والكتان النيوزلندي.    

#### نسج سلال مزدوج
باستخدام خامات من جذور ولحاء الأشجار. والنسج المزدوج يشاربه إلى تقنية أو طريقة للنسج حيث يستخدم نوعان مختلفان من المواد الطرية القابلة للنسج (الناسجون) يقوموا بلف واحدة فوق الأخرى أثناء النسج والجزء الأكثر صلابة يكون من الداخل.    

##### سلال من الأغصان وقطعالأخشاب
باستخدام الخيزران، والقصب، والبلوط، والصفصاف، والدردار.